# Gulkindad hackspett
Gulkindad hackspett (Melanerpes chrysogenys) är en fågel i familjen hackspettar inom ordningen hackspettartade fåglar.

## Utseende och läte
Gulkindad hackspett är en 19–22 cm lång hackspett med ryggen helt tvärbandad i svart och vitt. Från sina närmaste släktingar urskiljer den sig genom en stor svart fläck runt ögat. Mindre tydligt är gul anstrykning i ansiktet som gett arten dess namn. Vidare har hanen en eldröd fläck på hjässan, medan honan är ljust gråaktig. Fågeln är ljudlig, där ett lätet beskrivs som ett nysande "cháco cháco".

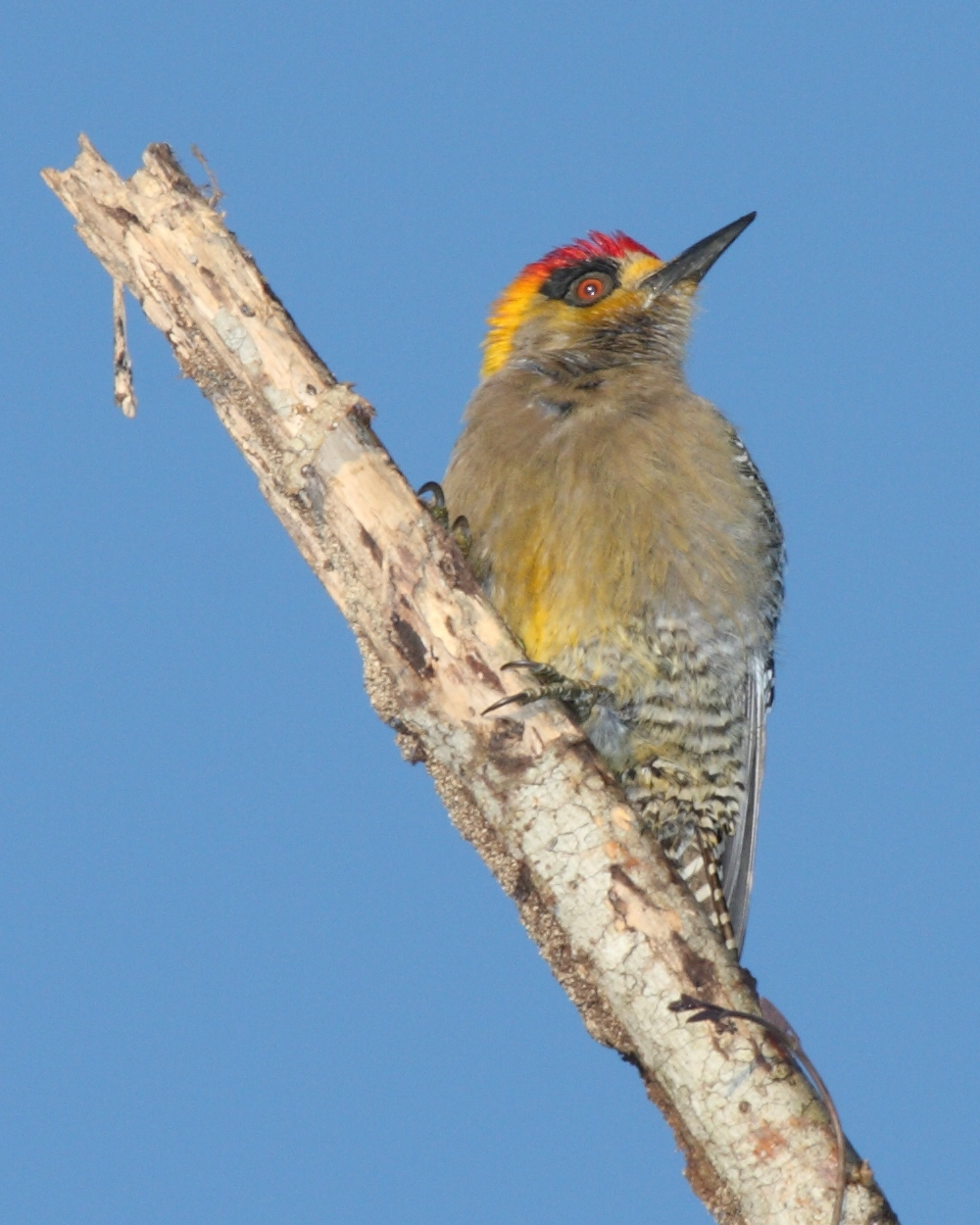

## Utbredning och systematik
Gulkindad hackspett är endemisk för Mexiko. Den delas in i två underarter med följande utbredning:
- Melanerpes chrysogenys chrysogenys – förekommer i kustnära lågland i nordvästra Mexiko (från södra Sinaloa till Nayarit)
- Melanerpes chrysogenys flavinuchus – förekommer i västra Mexiko (från Jalisco till sydöstra Puebla och östra Oaxaca)

## Levnadssätt
Gulkindad hackspett är en vanligt förekommande fågel i låglänta tropiska områden. Den hittas i skogslandskap, kokosplantage, trädgårdar och halvöppna områden med fristående högre träd. Fågeln ses vanligen enstaka eller i par medelhögt till högt i träden på jakt efter skalbaggar, myror och frukt. Arten häckar maj–juli ett bohål i ett träd eller en kaktus.

## Status
Arten har ett rätt stort utbredningsområde och populationen anses ha en stabil utveckling. Internationella naturvårdsunionen IUCN listar den därför som livskraftig (LC). Beståndet uppskattas till i storleksordningen 50 000 till en halv miljon vuxna individer.